# Tossa del Mal Pas
La Tossa del Mal Pas és una muntanya de 512 metres que es troba entre els municipis de Capçanes i Colldejou, a la comarca de la Priorat.